# Земельний фонд України
Земельний фонд України — сукупність земель усіх форм власності. Його попередником був Єдиний державний земельний фонд СРСР, що базувався на виключній державній власності на землю. Україна лише здійснювала розпорядження цим фондом у межах своєї території. З розпадом СРСР (1991) виключним власником усіх земель у межах території України стала Українська держава. Режим виключної державної власності на землю в Україні проіснував до початку 1992. З прийняттям 30.1 1992 Закону України «Про форми власності на землю» та Земельного кодексу України (в ред. від 13.III 1992) монополія держави на земельну власність була скасована. Поряд з державною в Україні було введено колективну і приватну власність на землю.